# کنسرت یانی در رویال آلبرت هال
کنسرت یانی در رویال آلبرت هال در سال ۱۹۹۵ در رویال آلبرت هال در شهر لندن برگزار شده‌است.

## نوازندگان
- چارلی آدامز (درام)
- کارن بریجز (ویلون)
- ریک فیرابریچی (گیتار بیس)
- پدرو استاچه (فلوت)
- مینگ فریمن (ساز کلیدی)
- فران لوگان -
- دنیل دلوس ریس (پرکاشن)
- آرمن آناسیان (رهبر) (ویلون)